# Saint-Paul-de-Vézelin
Pour les articles homonymes, voir Saint-Paul.
Saint-Paul-de-Vézelin est une ancienne commune française située dans le département de la Loire en région Auvergne-Rhône-Alpes. Depuis le 1er janvier 2019, elle est une commune déléguée de Vézelin-sur-Loire.

## Histoire
Par arrêté du 20 juin 2018, à compter du 1er janvier 2019, Saint-Paul-de-Vézelin fusionne avec Amions et Dancé pour créer la commune nouvelle de Vézelin-sur-Loire..

## Politique et administration
| Période                                  | Période  | Identité      | Étiquette | Qualité |
| ---------------------------------------- | -------- | ------------- | --------- | ------- |
| Les données manquantes sont à compléter. |          |               |           |         |
| janvier 2019                             | En cours | Michel Darmet |           |         |

| Période                                  | Période       | Identité        | Étiquette | Qualité |
| ---------------------------------------- | ------------- | --------------- | --------- | ------- |
| Les données manquantes sont à compléter. |               |                 |           |         |
| mars 2001                                | mars 2008     | Christian Dupin |           |         |
| mars 2008                                | décembre 2018 | Michel Darmet   |           |         |

## Démographie
L'évolution du nombre d'habitants est connue à travers les recensements de la population effectués dans la commune depuis 1793. Pour les communes de moins de 10 000 habitants, une enquête de recensement portant sur toute la population est réalisée tous les cinq ans, les populations de référence des années intermédiaires étant quant à elles estimées par interpolation ou extrapolation. Pour la commune, le premier recensement exhaustif entrant dans le cadre du nouveau dispositif a été réalisé en 2007.

En 2016, la commune comptait 318 habitants, en évolution de +3,92 % par rapport à 2010 (Loire : +1,32 %, France hors Mayotte : +2,11 %).
| 1793 | 1800 | 1806 | 1821 | 1831 | 1836 | 1841 | 1846 | 1851 |
| ---- | ---- | ---- | ---- | ---- | ---- | ---- | ---- | ---- |
| 500  | 418  | 510  | 367  | 567  | 551  | 549  | 585  | 573  |

| 1856 | 1861 | 1866 | 1872 | 1876 | 1881 | 1886 | 1891 | 1896 |
| ---- | ---- | ---- | ---- | ---- | ---- | ---- | ---- | ---- |
| 600  | 609  | 652  | 645  | 672  | 677  | 659  | 681  | 705  |

| 1901 | 1906 | 1911 | 1921 | 1926 | 1931 | 1936 | 1946 | 1954 |
| ---- | ---- | ---- | ---- | ---- | ---- | ---- | ---- | ---- |
| 713  | 743  | 688  | 579  | 564  | 514  | 506  | 462  | 405  |

| 1962 | 1968 | 1975 | 1982 | 1990 | 1999 | 2006 | 2007 | 2012 |
| ---- | ---- | ---- | ---- | ---- | ---- | ---- | ---- | ---- |
| 371  | 345  | 314  | 293  | 308  | 299  | 294  | 293  | 310  |

| 2016 | - | - | - | - | - | - | - | - |
| ---- | - | - | - | - | - | - | - | - |
| 318  | - | - | - | - | - | - | - | - |

## Culture locale et patrimoine

### Lieux et monuments
- Église de la Conversion-de-Saint-Paul de Saint-Paul-de-Vézelin.

### Personnalités liées à la commune
- Henri Maldiney (1912-2013), philosophe, y est enterré.

### Blasonnement
|  | Les armoiries de Saint-Paul-de-Vézelin se blasonnent ainsi : D’azur à trois cotices ondées d’argent, à la tour couverte d’or, ouverte et ajourée d’argent, sommée d'un lanternon d'or, brochant sur le tout, accompagnée en chef de deux rameaux de chêne englantés chacun de deux pièces d’or, brochant en pal. Création Laurent Granier |